# Фаиза Харачић-Хеља
Фаиза Харачић-Хеља (Какањ, 11. октобар 1972) је босанскохерцеговачка књижевница

## Живот
Основну школу завршила је у Доњем Какњу. Средњошколско образовање наставља у Економској школи у Зеници. Након завршене школе уписује педагошки смер, али због рата бива спречена наставити даљи студиј.
Писањем се почиње бавити још од средње школе. 1983. године се пријављује на конкурс Титовим стазамаа револуције где осваја прву награду. Затим, 1985. године осваја награду за најбољи литерарни рад за дело Речник турцизама на простору Босне и Херцеговине. Писање наставља у средњој школи gdje где су њени радови објављени у часописима Жена, Нада, Поезија i  Кратке љубавне приче. Прво јавно објављивање је било 2011. у међународној збирци Алманах која је штампана и промовисана u Београду. Њен рад је истакнут у многим збиркама са простора Србије, Хрватске и Босне и Херцеговине.